# Vanasushava
- Commons
- Wikispecies

Vanasushava é um género botânico pertencente à família Apiaceae.